# Charlie Bewley

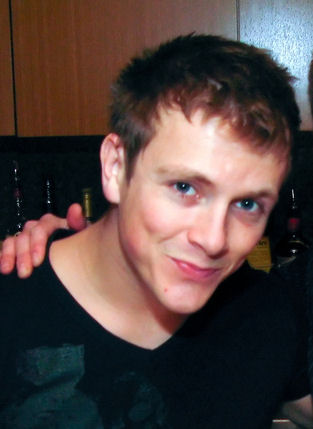
Charlie Bewley (2010)

Charles „Charlie“ Bewley (* 25. Januar 1981 in London, England) ist ein britischer Schauspieler.

## Leben und Karriere
Bewley spielte 2009 in der Fortsetzung der Twilight-Saga New Moon – Biss zur Mittagsstunde den Volturi-Wächter Demetri. Die Rolle übernahm er in den Fortsetzungen Eclipse – Biss zum Abendrot (2010), Breaking Dawn – Biss zum Ende der Nacht, Teil 1 (2011) und Breaking Dawn – Biss zum Ende der Nacht, Teil 2 (2012).
2013 war er im Actionfilm Hammer of the Gods zu sehen.
Gegenwärtig lebt Bewley in Kanada.

## Filmografie (Auswahl)
- 2009: Stuffed (Kurzfilm)
- 2009: New Moon – Biss zur Mittagsstunde (The Twilight Saga: New Moon)
- 2010: Eclipse – Biss zum Abendrot (The Twilight Saga: Eclipse)
- 2011: Breaking Dawn – Biss zum Ende der Nacht, Teil 1 (The Twilight Saga: Breaking Dawn – Part 1)
- 2011: Like Crazy
- 2011: Ecstasy
- 2012: The Outback (Stimme von Loki)
- 2012: Wyatt Earp’s Revenge
- 2012: Soldiers of Fortune
- 2012: Slightly Single in L.A.
- 2012: Breaking Dawn – Biss zum Ende der Nacht, Teil 2 (The Twilight Saga: Breaking Dawn – Part 2)
- 2013: Vampire Diaries (The Vampire Diaries, Fernsehserie)
- 2013: Hammer of the Gods
- 2013: Slightly Single in L.A.
- 2017: Renegades – Mission of Honor (Renegades)